# Achada Santo António
Achada Santo António est un quartier de la ville de Praia, capitale du Cap-Vert sur l'île de Santiago. 

## Présentation
Achada Santo António est situé près de la côte atlantique, au sud-ouest du centre-ville.
Ses voisins sont Várzea au nord, Gamboa ou Chã d'Areia au nord-est, Prainha à l'est, Quebra Canela au sud, Tira Chapéu à l'ouest et Terra Branca au nord.
Sa population était de 12 965 habitants au recensement de 2010.

## Bâtiments
Les édifices remarquables du quartiers sont:
- Chapelle de Saint-Antoine
- Église protestante de Praia
- École Internationale Les Alizés
- Institut de Pédagogie.

## Galerie

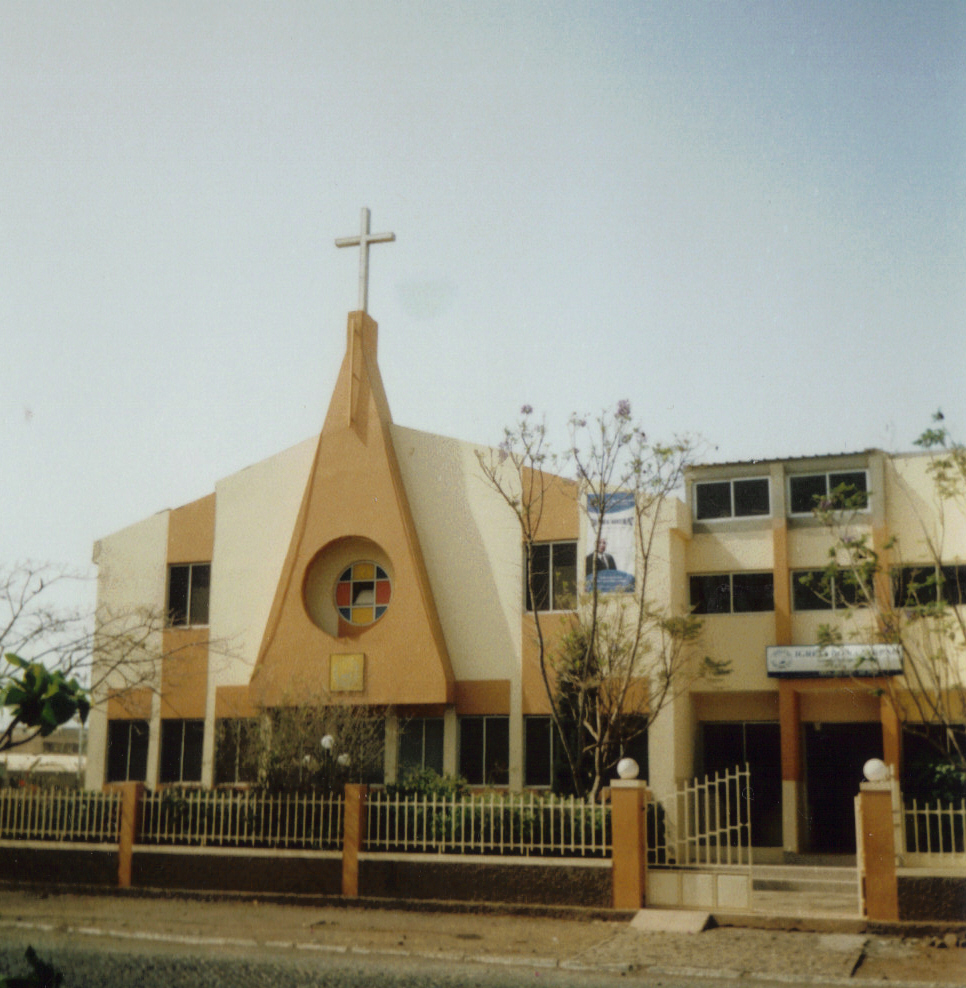
L'église protestante de Praia.
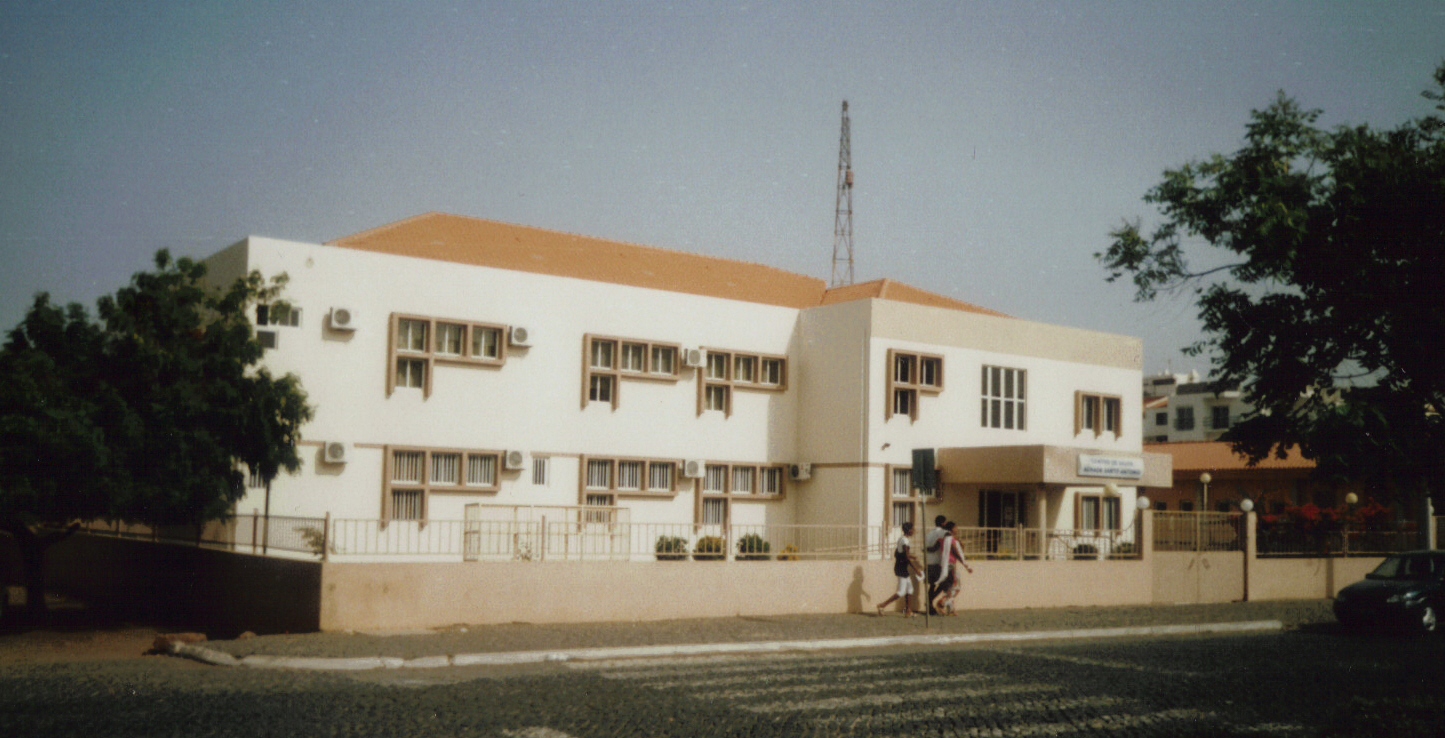
Le centre de santé.